# Cylindrotoma pallidipes
Cylindrotoma pallidipes is een tweevleugelige uit de familie buismuggen (Cylindrotomidae). De soort komt voor in het Oriëntaals gebied.